# الظاهر الاسفل (مناخة)

تعديل مصدري - تعديل

الظاهر الاسفل هي إحدى قرى عزلة دعوة بمديرية مناخة التابعة لمحافظة صنعاء، بلغ تعداد سكانها 33 نسمة حسب تعداد اليمن لعام 2004.